# Kareem Rush
Kareem Lamar Rush (Kansas City, 30 ottobre 1980) è un ex cestista statunitense, professionista nella NBA e in Europa.

## Carriera
È stato selezionato dai Toronto Raptors al primo giro del Draft NBA 2002 (20ª scelta assoluta).

## Statistiche

### College
| Anno      | Squadra         | PG | PT | MP   | TC%  | 3P%  | TL%  | RP  | AP  | PRP | SP  | PP   |
| --------- | --------------- | -- | -- | ---- | ---- | ---- | ---- | --- | --- | --- | --- | ---- |
| 1999-2000 | Missouri Tigers | 22 | 6  | 26,9 | 50,5 | 42,6 | 75,6 | 4,3 | 1,5 | 1,3 | 0,2 | 14,7 |
| 2000-2001 | Missouri Tigers | 26 | 25 | 30,6 | 44,2 | 44,8 | 80,0 | 6,7 | 2,0 | 1,3 | 0,8 | 21,1 |
| 2001-2002 | Missouri Tigers | 36 | 35 | 31,9 | 42,6 | 40,5 | 76,9 | 5,2 | 2,5 | 1,1 | 0,6 | 19,8 |
| Carriera  | Carriera        | 84 | 66 | 30,2 | 44,5 | 42,2 | 77,7 | 5,4 | 2,1 | 1,2 | 0,6 | 18,9 |

### NBA

#### Regular Season
| Anno      | Squadra            | PG  | PT | MP   | TC%  | 3P%  | TL%  | RP  | AP  | PRP | SP  | PP   |
| --------- | ------------------ | --- | -- | ---- | ---- | ---- | ---- | --- | --- | --- | --- | ---- |
| 2002-2003 | L.A. Lakers        | 76  | 0  | 11,5 | 39,3 | 27,9 | 69,6 | 1,2 | 0,9 | 0,1 | 0,1 | 3,0  |
| 2003-2004 | L.A. Lakers        | 72  | 15 | 17,3 | 44,0 | 34,8 | 59,6 | 1,3 | 0,8 | 0,5 | 0,3 | 6,4  |
| 2004-2005 | L.A. Lakers        | 14  | 0  | 6,5  | 20,0 | 20,0 | 100  | 0,7 | 0,2 | 0,1 | 0,1 | 0,9  |
| 2004-2005 | Charlotte Bobcats  | 34  | 22 | 25,8 | 39,6 | 38,6 | 76,1 | 2,3 | 1,9 | 0,5 | 0,2 | 11,5 |
| 2005-2006 | Charlotte Bobcats  | 47  | 25 | 23,6 | 38,6 | 34,8 | 71,4 | 2,2 | 1,1 | 0,8 | 0,3 | 10,1 |
| 2007-2008 | Indiana Pacers     | 71  | 15 | 21,2 | 40,1 | 38,9 | 71,4 | 2,4 | 1,3 | 0,6 | 0,3 | 8,3  |
| 2008-2009 | Philadelphia 76ers | 25  | 1  | 8,0  | 34,5 | 30,3 | 100  | 0,6 | 0,6 | 0,2 | 0,0 | 2,2  |
| 2009-2010 | L.A. Clippers      | 7   | 0  | 8,3  | 36,4 | 33,3 | -    | 0,9 | 0,6 | 0,3 | 0,4 | 1,3  |
| Carriera  | Carriera           | 346 | 78 | 17,2 | 40,0 | 35,8 | 70,3 | 1,7 | 1,0 | 0,4 | 0,2 | 6,4  |

#### Playoffs
| Anno     | Squadra     | PG | PT | MP   | TC%  | 3P%  | TL%  | RP  | AP  | PRP | SP  | PP  |
| -------- | ----------- | -- | -- | ---- | ---- | ---- | ---- | --- | --- | --- | --- | --- |
| 2003     | L.A. Lakers | 9  | 0  | 7,1  | 37,9 | 36,4 | 100  | 0,3 | 0,2 | 0,1 | 0,0 | 3,3 |
| 2004     | L.A. Lakers | 22 | 0  | 14,3 | 38,5 | 40,0 | 66,7 | 0,7 | 0,8 | 0,5 | 0,1 | 3,7 |
| Carriera | Carriera    | 31 | 0  | 12,2 | 38,3 | 39,3 | 85,7 | 0,6 | 0,6 | 0,4 | 0,1 | 3,6 |

## Palmarès
- Lega Baltica: 1

Lietuvos rytas: 2006-07